# Oxytrigona mediorufa
Oxytrigona mediorufa är en biart som först beskrevs av Cockerell 1913.  Oxytrigona mediorufa ingår i släktet Oxytrigona och familjen långtungebin. Inga underarter finns listade.

## Utseende
Ett litet bi, med en längd på drygt 5 mm. Huvudet är svart, med vaga mörkröda teckningar och gulaktig munsköld; även den bakre delen av bakkroppen är mörkröd. Resten av kroppen är svart.

## Ekologi
Oxytrigona mediorufa tillhör de gaddlösa bina, ett tribus (Meliponini) av sociala bin som saknar fungerande gadd. De har dock kraftiga käkar, och kan bitas ordentligt. Denna art, liksom alla i samma släkte, försvarar sitt bo mycket aggressivt, och har giftkörtlar med myrsyra förbundna med käkarna som gör bettet extra smärtsamt. Den har dessutom stinkkörtlar, också dessa i käkarna, som ett ytterligare försvar. Ämnet dessa avsöndrar fungerar även som en signalsubstans som tillkallar andra försvarare.

## Utbredning
Arten lever i ett begränsat område i Mellanamerika som omfattar delstaten Chiapas i sydligaste Mexiko, El Salvador samt departementen Chimaltenango, Escuintla, Retalhuleu, Santa Rosa och Suchitepéquez i Guatemala.